# Crataegus monticola
Crataegus monticola är en rosväxtart som beskrevs av Raǐmond Ekabovich Cinovskis. Crataegus monticola ingår i Hagtornssläktet som ingår i familjen rosväxter. Inga underarter finns listade i Catalogue of Life.